# Culicoides macfiei
Culicoides macfiei är en tvåvingeart som beskrevs av Ottis Robert Causey 1938. Culicoides macfiei ingår i släktet Culicoides och familjen svidknott. Inga underarter finns listade i Catalogue of Life.